# 青木崇高
青木崇高（日语：／ Aoki Munetaka，1980年3月14日—），日本男演員，出身於大阪府八尾市，畢業於大阪府立八尾高等學校。身高183公分、血型AB型。星塵傳播經紀公司旗下藝人。

## 經歷
青木在美術專門學校畢業後過著打工生活，後經從事模特兒工作的朋友介紹而報名演藝經紀公司的面試。當然雖是報名模特兒的項目，但在現場決定將個人目標改為演員。
2002年，在電影《マッスルヒート》中正式以演員身分出道，並初次主演NHK的周四時段連續劇《繋がれた明日》，此期間曾與演員丸山智己、尚玄、相葉健次組成「劇團REBOUND GLAMOUR」並進行舞台劇公演，其後於2007年解散。
2007年，青木因演出NHK晨間劇《喜代美》中的落語家「徒然亭草草」一角而知名度大增。
2010年，初次演出大河劇《龍馬傳》，在劇中飾演「後藤象二郎」，並在此劇的後半階段，因劇情需要而增胖15公斤；其後，因拍攝三池崇史執導的電影《一命》，在片中飾演武士，而在一個月之內減回原來體重。期間多以硬派人物居多。
2011年1月至6月，前往紐約留學進修。2012年，與同鄉的天童芳美、三池崇史等人被故鄉八尾市任命為代言大使。

## 人物
- 拍攝電影《浪客劍心》時被打斷牙齒，表示「沒關係的，因為我是相樂左之助」。[5]
- 因為節目《地球テレビ エル・ムンド》的企劃，以單車在3,400公尺的非洲吉力馬札羅山成功登頂（全程462公里）。

## 作品

### 電視劇
- H2〜君といた日々（2005年1月－3月、TBS） -　飾 廣田勝利
- 海猿 第1話（2005年7月、富士電視台）
- 繋がれた明日（2006年3月、NHK） -　飾 中道隆太（主演）
- にっぽん清流ワンダフル紀行（2006年7月、NHK）
- 水曜ミステリー9「顔のない女」（2007年1月14日、東京電視台）
- NHK晨間劇
  - 喜代美（日语：ちりとてちん (テレビドラマ)）（2007年10月－2008年3月） -　飾 徒然亭草草
  - Come Come Everybody（2022年3月3日） -　飾 武藤蘭丸
- ちりとてちん外伝「まいご3兄弟」（2008年7月25日、NHK）-　飾 徒然亭草草
- 本日も晴れ。異状なし（2009年1月－3月、TBS）-　飾 照屋光生
- 零秒出手（2009年7月－9月、富士電視台） -　飾 守口修斗
- 子育てプレイ&MORE（2009年7月－9月、每日放送） -　飾 澁谷先生
- クローズアップ現代「村上春樹 "物語"の力」（2009年7月14日、NHK） - 「1Q84」の朗読を担当
- 上野樹里と5つの鞄 第5話「ある朝、ひなたは突然に」（2009年10月1日、WOWOW）
- いずみと僕と彼と俺<携帯ドラマ>（2009年10月5日 - 第1話配信、Lismo!チャンネル auオリジナルドラマ） -　飾 宇野
- NHK大河劇
  - 龍馬傳（2010年）-　飾 後藤象二郎
  - 平清盛（2012年）-　飾 鬼若（之後的辨慶）
  - 西鄉殿（2018年）-　飾 島津久光
  - 鎌倉殿的13人（2022年）-　飾 木曾義仲
- SAMURAI CODE（2010年、東京電視台） -　飾 本谷伸二
- 輪廻之雨（2010年1月4日、富士電視台） -　飾 青木浩之
- 你們沒有明天 第4話（2010年2月6日、NHK） -　飾 池田昌男
- BUNGO -日本文學劇場-『黄金風景』（2010年2月15日、TBS） -　飾 警察官・馬車屋
- 木曜劇場 日本人也不知道的日本語（2010年7月－9月、讀賣電視台） -　飾 渋谷太陽
- 土曜劇場特別篇「真珠湾からの帰還 〜軍神と捕虜第一号〜」（2011年12月10日、NHK） -　主演・酒巻和男
- 電視劇10 「初戀」（2012年5月22日－7月10日、NHK）-　飾 村上潤
- 勇者義彥和惡靈之鑰 第3話（2012年 、東京電視台）-　友情出演・ザジ
- 夫婦善哉（2013年8月24日－9月14日、NHK）-　飾 小河童
- BORDER（2014年4月10日－6月5日、朝日電視台） -　飾 巡查部長 立馬雄花
- 媽媽與爸爸活著的理由（2014年11月18日－12月18日、TBS） - 飾 吉岡賢一
- 石之繭 殺人分析班（2015年8月16日－9月13日，WOWOW） -　飾 鷹野秀昭
  - 水晶的鼓動 殺人分析班（2016年11月13日－12月11日）
  - 蝶之力學 殺人分析班（2019年11月17日－12月22日）
  - 邪神的天秤 警視廳公安分析班（2022年2月13日－4月17日）
- 99.9不可能的翻案（TBS） -　飾 丸川貴久
  - SEASON I（2016年4月17日－6月19日）
  - SEASON II 第2話（2018年1月21日）
- 派遣女醫X 特別篇（2016年7月3日、TBS） -　飾 赤木源
- 校對女王（2016年10月5日、TBS） -　飾 貝塚八朗
- Living 第4話（2020年6月6日、NHK綜合） -　飾 東山[6][7][8]
- BG～身邊警護人～ 第2章 第1話（2020年6月18日、朝日電視台） -　飾 松野信介
- 逃避雖可恥但有用 新春特別篇（2021年1月2日、TBS） -　飾 灰原慎之介
- Signal 長期未解決事件搜查班 特別篇（2021年3月31日、關西電視台） -　飾 石川匠
- Fence（2023年3月19日－4月16日、WOWOW） - 飾 伊佐兼史
- 協商的技術（2025年3月8日、JTBC） - 飾 內藤千一

### 電影
- マッスルヒート（2002年）
- 大逃殺2：決戰天堂（2003年7月） -　飾 名波順
- 海猿（2004年6月） -　飾 渡辺マサヤ
- Fly,Daddy,Fly（2005年7月） -　飾 萱野
- 功夫棒球（2005年7月） -　飾 新屋敷章
- 三億圓懸案之初戀（2006年6月） -　飾 テツ
- LIMIT OF LOVE 海猿（2006年5月） -　飾 渡辺マサヤ
- 只是愛著你（2006年10月） -　飾 白濱亮
- 椿山課長之七日間（2006年10月） -　飾 卓人
- 夏美のなつ いちばんきれいな夕日（2006年10月 「いちばんきれいな水」のスピンオフ作品） -　飾 小林聖太郎
- 彩虹女神 Rainbow Song（2006年11月）
- 東京大歌廳「我的眼淚滴下來」（2007年5月） -　主演
- 銀色のシーズン（2008年1月） -　飾 神沼次郎
- ニセ札（2009年） -　飾 佐田哲也
- 巨乳排球：熱血校隊的決賽心願（2009年） -　飾 堀内健次
- RISE UP（2009年） -　飾 柳澤誠一郎
- 穿越時空的少女（2010年） -　飾 長谷川政道
- THE LAST MESSAGE 海猿（2010年9月） -　飾 渡辺マサヤ
- 婚前特急（2011年4月） -　飾 出口道雄
- 我愛過的那個時代（2011年5月）-　飾 キリスト
- 一命（2011年10月）　-　飾 澤潟彦九郎
- 浪客劍心（2012年8月） -　飾 相樂左之助
- 抱着黄金飞翔（2012年11月） -　飾 キング
- 渴望。（2014年6月） - 飾 咲山
- 神劍闖江湖 京都大火篇（2014年8月） -　飾 相樂左之助
- 浪客劍心：傳說落幕篇（2014年9月） -　飾 相樂左之助
- 流浪者年代記（2015年6月）
- S-終極警官- 奪還 RECOVERY OF OUR FUTURE（2015年8月） -　飾 倉田勝一郎
- 沉默（2016年12月23日） -　飾 牢番1
- 盛情款待（2018年3月）
- 友罪（2018年5月） -　飾 バーテン 小杉
- 邪臨（2018年12月） -　飾 津田大吾
- 馬拉松武士 （2019年2月） -  飾 植木義邦
- 浪客劍心 最終章 The Final（2021年4月） -　飾 相樂左之助
- 浪客劍心 最終章 The Beginning（2021年6月） -　飾 相樂左之助
- 99.9 不可能的翻案-THE MOVIE（2021年12月30日） -　飾 丸川貴久
- 犯罪都市3（2023年6月） -　飾 Ricky
- 哥吉拉-1.0(2023年11月3日) -　飾 橘宗作

### 動畫電影
- 佛系貓物語（2024年7月19日） - 飾 哲也[9]
- 無盡的史嘉萊特（2025年11月21日） - 飾 ローゼンクランツ[10]

### 舞台劇
- ぼくに炎の戦車を（2012年11月-、赤坂アクトシアター他） - 飾 木下高史

### PV
- Gackt ありったけの愛で
- ケツメイシ 男女6人夏物語
- PERIDOTS 勞働

### 纪录片
小野田さんと、雪男を探した男　～铃木纪夫の冒険と死～（2018年NHK电视台）

## 外部連結
- 青木崇高 - Stardust Promotion
- 公式ブログ「あおきむねたかの新・堕落論」